# Kupari

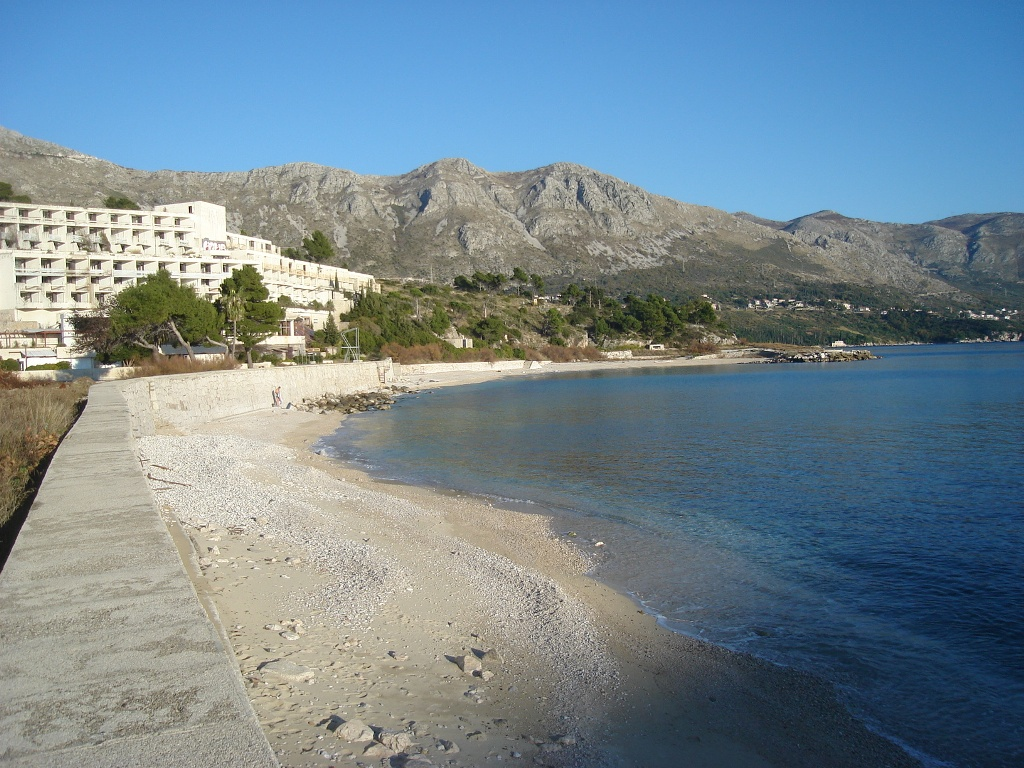
Pláž v Kupari

Kupari (italsky Cupari) je vesnice a přímořské letovisko v Chorvatsku v Dubrovnicko-neretvanské župě, spadající pod opčinu Župa Dubrovačka. Nachází se asi 8 km jihovýchodně od Dubrovníku. V roce 2011 zde žilo celkem 808 obyvatel.
Vesnice je napojena na silnici D8. Sousedními vesnicemi jsou Brašina, Čibača a Srebreno.